# Stemma dell'Australia
Lo stemma dell'Australia è il simbolo ufficiale dell'Australia. Il primo stemma venne creato da re Edoardo VII il 7 maggio 1908, mentre l'attuale versione venne creata da re Giorgio V il 19 settembre 1912, sebbene l'antica versione del 1908 continuò ad essere usata in alcuni contesti, in particolare sulla moneta sixpenny fino al 1966.
Lo stemma attuale è inquartato di sei parti; il primo è d'argento, con la croce di San Giorgio rossa, e sulla croce ci sono un leone araldico e quattro stelle ad otto punte d'oro (per il Nuovo Galles del Sud); il secondo è blu, con le cinque stelle della Croce del Sud (Crux Australis) d'argento, sotto la corona reale britannica (per Victoria); il terzo è argento, con la Croce di Malta blu e con la corona reale britannica al centro della croce (per Queensland); il quarto è d'oro, con una gazza (Piping Shrike) (per Australia Meridionale); il quinto è d'oro, con un cigno nero (per Australia Occidentale); e il sesto è d'argento, con un leone araldico rosso (per Tasmania).
Notare che il cigno nero è in sua posizione originale; sulla bandiera di Australia Occidentale la sua direzione è la opposta.
Lo stemma è tra i simboli nazionali dell'Australia.